# Telemark-Weltmeisterschaft 2023
Die 24. Telemark-Weltmeisterschaft 2023 fand vom 21. bis 25. März 2023 in Mürren statt. Es wurden Wettbewerbe in den Einzeldisziplinen Classic, Sprint und Parallelsprint ausgetragen. Zudem fand ein Mixed-Teamwettbewerb im Parallelsprint statt.

## Medaillenspiegel
| Platz | Land                   |   |   |   |   |
| ----- | ---------------------- | - | - | - | - |
| 1     | Schweiz                | 3 | 6 | 0 | 9 |
| 2     | Norwegen               | 2 | 0 | 4 | 6 |
| 3     | Frankreich             | 2 | 0 | 2 | 4 |
| 4     | Vereinigtes Königreich | 0 | 1 | 1 | 2 |

## Frauen

### Classic
| Platz | Land | Sportlerin             | Zeit [min] |
| ----- | ---- | ---------------------- | ---------- |
| 1     | SUI  | Martina Wyss           | 2:15,85    |
| 2     | SUI  | Amélie Wenger-Reymond  | 2:17,06    |
| 3     | GBR  | Jasmin Taylor          | 2:18,12    |
| 4     | SUI  | Beatrice Zimmermann    | 2:21,67    |
| 5     | FRA  | Argeline Tan-Bouquet   | 2:23,43    |
| 6     | NOR  | Goril Strom Eriksen    | 2:24,23    |
| 7     | FRA  | Augustine Carliez      | 2:24,37    |
| 8     | NOR  | Ella Strom Eriksen     | 2:28,27    |
| 9     | NOR  | Berit Junger           | 2:32,27    |
| 10    | GER  | Anne Katharina Kessler | 2:38,86    |

Datum: 21. März 2023

Es waren 14 Teilnehmerinnen am Start.

### Sprint
| Platz | Land | Sportlerin            | Zeit [min] |
| ----- | ---- | --------------------- | ---------- |
| 1     | SUI  | Amélie Wenger-Reymond | 1:44,29    |
| 2     | SUI  | Martina Wyss          | 1:45,30    |
| 3     | NOR  | Goril Strom Eriksen   | 1:47,29    |
| 4     | FRA  | Laly Chaucheprat      | 1:49,03    |
| 5     | GBR  | Jasmin Taylor         | 1:49,19    |
| 6     | NOR  | Kaja Bjørnstad Konow  | 1:50,45    |
| 7     | NOR  | Maria Heggheim Berge  | 1:53,34    |
| 8     | FRA  | Augustine Carliez     | 1:54,07    |
| 9     | NOR  | Emma Araldsen         | 1:55,57    |
| 10    | FRA  | Camille Bourbon       | 1:57,58    |

Datum: 22. März 2023

Es waren 26 Teilnehmerinnen am Start.

Weitere Teilnehmerinnen aus deutschsprachigen Ländern:

 Berit Junger: 13. Platz

 Kathrin Reischmann: 14. Platz

 Anna Katharina Kessler: 15. Platz

 Neva Lucia Willmann: 19. Platz

 Coletta Frick: 21. Platz

### Parallelsprint
| Platz | Land | Sportlerin            |
| ----- | ---- | --------------------- |
| 1     | SUI  | Beatrice Zimmermann   |
| 2     | GBR  | Jasmin Taylor         |
| 3     | NOR  | Emma Araldsen         |
| 4     | NOR  | Kaja Bjørnstad Konow  |
| 5     | SUI  | Amélie Wenger-Reymond |
| 6     | FRA  | Laly Chaucheprat      |
| 7     | FRA  | Augustine Carliez     |
| 8     | FRA  | Camille Bourbon       |

Datum: 23. März 2023

Es waren 25 Teilnehmerinnen am Start.

Weitere Teilnehmerinnen aus deutschsprachigen Ländern:

 Martina Wyss: 9. Platz

 Anna Katharina Kessler: 15. Platz

 Kathrin Reischmann: 16. Platz

 Berit Junger: 17. Platz

 Coletta Frick: 18. Platz

 Neva Lucia Willmann: 21. Platz

## Männer

### Classic
| Platz | Land | Sportler           | Zeit [min] |
| ----- | ---- | ------------------ | ---------- |
| 1     | FRA  | Elie Nabot         | 2:08,28    |
| 2     | SUI  | Bastien Dayer      | 2:08,37    |
| 3     | NOR  | Trym Nygaard Løken | 2:11,65    |
| 4     | SWE  | Olle Collberg      | 2:12,46    |
| 5     | NOR  | Jacob Alveberg     | 2:13,72    |
| 6     | FRA  | Noé Claye          | 2:14,59    |
| 7     | FRA  | Theo Sillon        | 2:15,56    |
| 8     | SUI  | Nicolas Michel     | 2:15,56    |
| 9     | ITA  | Raphael Mahlknecht | 2:15,67    |
| 10    | GER  | Leonhard Müller    | 2:19,03    |

Datum: 21. März 2023

Es waren 27 Teilnehmer am Start.

Weitere Teilnehmer aus deutschsprachigen Ländern:

 Alexi Mosset: 11. Platz

 Gaetan Procureur: 12. Platz

 Thomas Orlovius: 13. Platz

 Maxime Mosset: 14. Platz

 Christoph Frank: 16. Platz

### Sprint
| Platz | Land | Sportle            | Zeit [min] |
| ----- | ---- | ------------------ | ---------- |
| 1     | NOR  | Trym Nygaard Løken | 1:33,69    |
| 2     | SUI  | Nicolas Michel     | 1:37,03    |
| 3     | FRA  | Alexis Page        | 1:39,70    |
| 4     | FRA  | Theo Sillon        | 1:39,96    |
| 5     | SWE  | Olle Collberg      | 1:41,17    |
| 6     | NOR  | Jacob Alveberg     | 1:41,25    |
| 7     | FRA  | Noé Claye          | 1:44,00    |
| 8     | ITA  | Raphael Mahlknecht | 1:46,32    |
| 9     | SUI  | Alexi Mosset       | 1:46,88    |
| 10    | GER  | Max Sautter        | 1:47,88    |

Datum: 22. März 2023

Es waren 24 Teilnehmer am Start.

Weitere Teilnehmer aus deutschsprachigen Ländern:

 Maximilian Walcher: 12. Platz

 Thomas Orlovius: 13. Platz

 Christoph Frank: 15. Platz

 Maxime Mosset: 16. Platz

 Romain Beney: 18. Platz

### Parallelsprint
| Platz | Land | Sportler           |
| ----- | ---- | ------------------ |
| 1     | NOR  | Trym Nygaard Løken |
| 2     | SUI  | Alexi Mosset       |
| 3     | FRA  | Noé Claye          |
| 4     | NOR  | Jacob Alveberg     |
| 5     | SWE  | Olle Collberg      |
| 6     | SUI  | Nicolas Michel     |
| 7     | FRA  | Elie Nabot         |
| 8     | GER  | Christoph Frank    |

Datum: 23. März 2023

Es waren 34 Teilnehmer am Start.

Weitere Teilnehmer aus deutschsprachigen Ländern:

 Maximilian Walcher: 9. Platz

 Maxime Mosset: 11. Platz

 Romain Beney: 12. Platz

 Leonhard Müller: 13. Platz

 Bastien Dayer: 18. Platz

 Max Sautter: 19. Platz

 Thomas Orlovius: 23. Platz

 Gaetan Procureur: 24. Platz

## Mixed

### Team Parallelsprint
| Platz | Land       |
| ----- | ---------- |
| 1     | Frankreich |
| 2     | Schweiz    |
| 3     | Norwegen   |

Datum: 25. März 2023